# Ana Kozel
Ana Kozel (Bernal, 1937 - Buenos Aires, 1 de abril de 2024) fue una pintora y escultura argentina autodidacta, aficionada a la astronomía y a la cosmología; sus obras están orientadas principalmente al arte astronómico.

## Biografía
Ana nació en Bernal, una localidad ubicada al sur del Gran Buenos Aires (Argentina). Durante la década de 1960 y 1970 estudió dibujo, pintura, estética y grabado con diferentes profesores, como Pedro Domínguez Neira, Raquel Forner, Héctor Cartier y Alfredo de Vicenzo.
A partir de 1973 comenzó a realizar muestras individuales en Buenos Aires, y posteriormente en la década de 1980 pudo exponer no solo en su país de origen sino también en Chile, México, Puerto Rico, Estados Unidos, Bélgica, Suiza, Yugoslavia, Noruega, Francia, España, Alemania, Canadá, Rusia, Australia, República Dominicana, Sudáfrica, Chile y Holanda. En general, sus obras abordan el tema del universo por medio de pinturas, dibujos y maquetas, con la intención de invitar al espectador a que descubra las similitudes entre el avance de la ciencia y el arte.

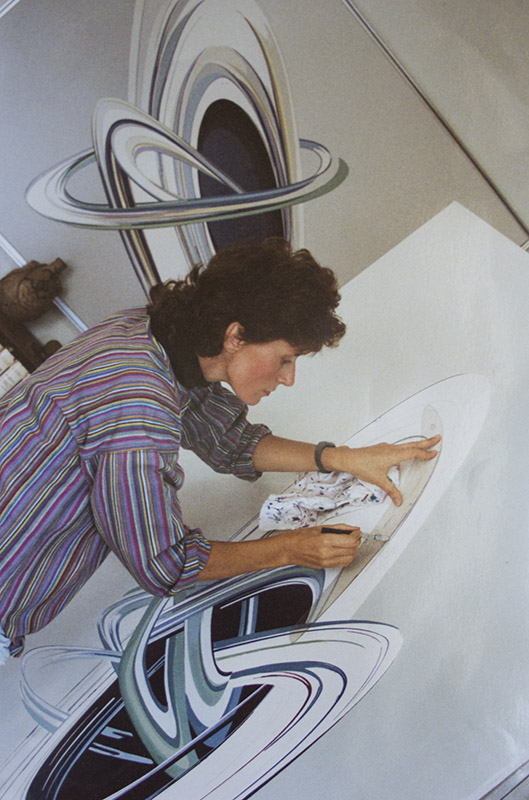
Ana Kozel en su estudio.

En 1985 Kozel fue elegida para representar a la Argentina ante la Organización de los Estados Americanos (OEA) en el Museo Americano en Washington D. C.; luego también logró que dos de sus obras integren la colección permanente del Museo del Aire y del Espacio de Washington. En 1994 fue invitada a la "Primera Semana Espacial Internacional Anual" en honor al 25 aniversario del Apolo XI en el Centro Espacial de Houston de la NASA. En el año 1995 fue la única artista latinoamericana que fue seleccionada para presentar sus obras en la exposición que se realizó en la estación espacial rusa MIR. Esta exposición fue organizada por la Agencia Espacial Europea,  que incluyó obras de artistas de distintos países europeos, asiáticos y de Norteamérica.
Falleció en la ciudad de Buenos Aires el 1 de abril de 2024.